# 倩女幽魂III：道道道
《倩女幽魂III：道道道》是一套1991年拍攝的香港奇幻電影，是1987年的另一套鬼故事電影《倩女幽魂》的延續，同樣由程小東導演、徐克監製。本片入圍第11屆香港電影金像獎四項提名，王祖賢榮獲第25屆西班牙錫切斯加泰隆尼亞國際電影節展最佳女主角獎項。

## 劇情
故事為緊接倩女幽魂中燕赤霞及寧采臣二人合力將千年树妖暫時封印後的故事。
一百年後，小和尚十方（梁朝伟飾）随师父白云（劉洵飾）护送金佛，在兰若寺遇到女鬼小卓（王祖贤飾）与小蝶（利智飾）。十方放走小卓，但白云却被復活了的千年树妖所擒。千年树妖逼小卓嫁给黑山老妖，小卓向十方求助，十方掘出小卓骸骨逃出兰若寺，并在剑侠燕赤霞（张学友飾）的帮助下救出师父。在斗法中燕赤霞与高僧白云合力消灭了千年树妖，但此时黑山老妖卻欲将其一网打尽。十方唯有化成佛祖金身，由小卓带着飞上天空接太阳纯阳之气，借以消灭老妖。

## 人物角色
| 演員   | 角色     | 粵語配音       | 備注 |
| 王祖賢 | 小卓     | 何錦華         | 生前被家人賣了做人妾，隨後被官宦其他妻妾所陷害身亡，而骨灰罈亂葬在大樹被樹妖姥姥所控制，生性樂觀調皮的女鬼，個性跟聶小倩不同，生動的演技確實不輸前兩集，目前無人超越的經典角色跟作品之一。 |
| 張學友 | 燕赤霞   | 張學友         | 游走江湖的劍客，跟前兩集出場的燕赤霞不是同一个人，因為崇拜燕赤霞想做其徒弟，但高人不與人相處不收其為徒，還是堅持跟隨高人，侍奉高人到辭世，才改名為他用                                     |
| 梁朝偉 |          | 梁朝偉         | 飾演男主角：十方-小和尚高僧白雲之徒弟，從小被父母棄養在廟門前被白雲所救，從小都跟著師父，白雲收其為徒子弟，跟隨白雲護送金佛前去取經。                                                      |
| 劉兆銘 | 姥姥     | 高翰文 及 黎萱 | 千年樹妖，曾於倩女幽魂故事中被封印一百年，直到此作時才復活。 |
| 劉洵   | 高僧白雲 | 朱子聰         | 十方的師父，於與千年樹妖戰鬥中因使用破裂的金佛而導致盲眼，但其有得道金鋼不壞之身，姥姥並無法傷害高僧真身元神。                                                                             |
| 利智   | 小蝶     |                | 女鬼 |
| 劉玉婷 | 小蘭     |                | 女鬼 |
| 张国荣 | 寧采臣   | 黃志成         | 倩女幽魂登場角色，於電影起始時以倩女幽魂的剪輯片段出現。 |
| 午馬   | 燕赤霞   | 金 貴          | 倩女幽魂登場角色，於電影起始時以倩女幽魂的剪輯片段出現。跟本集的燕赤霞不是同一个人 |

## 電影歌曲
'道, 道, 道' / 作曲, 黃霑 ; 填詞, 黃霑 ; 編樂, 戴樂民 ; 演唱, 張學友 ; 歌曲提供, 寶麗金唱片有限公司. 主題曲

## 獎項
| 年份 | 頒獎典禮                       | 獎項         | 名單                      | 結果 |
| ---- | ------------------------------ | ------------ | ------------------------- | ---- |
| 1992 | 第11屆香港電影金像獎           | 最佳剪接     | 麥子善                    | 提名 |
| 1992 | 第11屆香港電影金像獎           | 最佳美術指導 | 張叔平 梁華生             | 提名 |
| 1992 | 第11屆香港電影金像獎           | 最佳動作指導 | 張耀星 馬玉成 元彬 程小東 | 提名 |
| 1992 | 第11屆香港電影金像獎           | 最佳電影配樂 | 黃霑、戴樂民              | 提名 |
| 1992 | 第25屆西班牙錫切斯國際電影節展 | 最佳影片     |                           | 提名 |
| 1992 | 第25屆西班牙錫切斯國際電影節展 | 最佳女主角   | 王祖賢                    | 獲獎 |

## 其他
- 本片已脫離第一部「倩女幽魂」範圍，但形式類似。主角也非寧采臣，張國榮、午马亦無演出。但王祖賢維持3部均為女主角，张学友維持2部均為男配角。
- 本片燕赤霞非第一部的燕赤霞，前兩部與第三部時間相差近一百年，不過有提到前兩部的燕赤霞已經歸西了，死前都不肯收本片燕赤霞為徒。

## 外部連結
- 香港影庫上《倩女幽魂III：道道道》的資料（繁體中文）
- 開眼電影網上《倩女幽魂III：道道道》的資料（繁體中文）
- 豆瓣电影上《倩女幽魂III：道道道》的資料 （简体中文）
- 时光网上《倩女幽魂III：道道道》的資料（简体中文）
- AllMovie上《倩女幽魂III：道道道》的资料（英文）
- 爛番茄上《倩女幽魂III：道道道》的資料（英文）
- 互联网电影数据库（IMDb）上《倩女幽魂III：道道道》的资料（英文）